# Relewa
Relewa - ilościowe zapotrzebowanie oddziału szpitalnego na posiłki z podziałem na różne rodzaje diet.
Relewa zawiera wykaz wszystkich diet możliwych do wykonania w kuchni szpitalnej. Dietetyk/Dietetyczka lub pielęgniarka oddziałowa wpisuje na takim dokumencie ilość pacjentów przyjmujących daną dietę. 
Na podstawie relewy dział żywienia przygotowuje zbiorczą kartę żywienia, którą przedkłada kucharzowi.